# 能代駅
能代駅（のしろえき）は、秋田県能代市元町にある、東日本旅客鉄道（JR東日本）五能線の駅である。
起点の東能代駅から来た列車は大半が当駅までの1区間で折り返す。これは、幹線である奥羽本線から能代市の代表駅である当駅を接続するためである。当駅以北は本数が大幅に少なくなる。

## 歴史
- 1908年（明治41年）

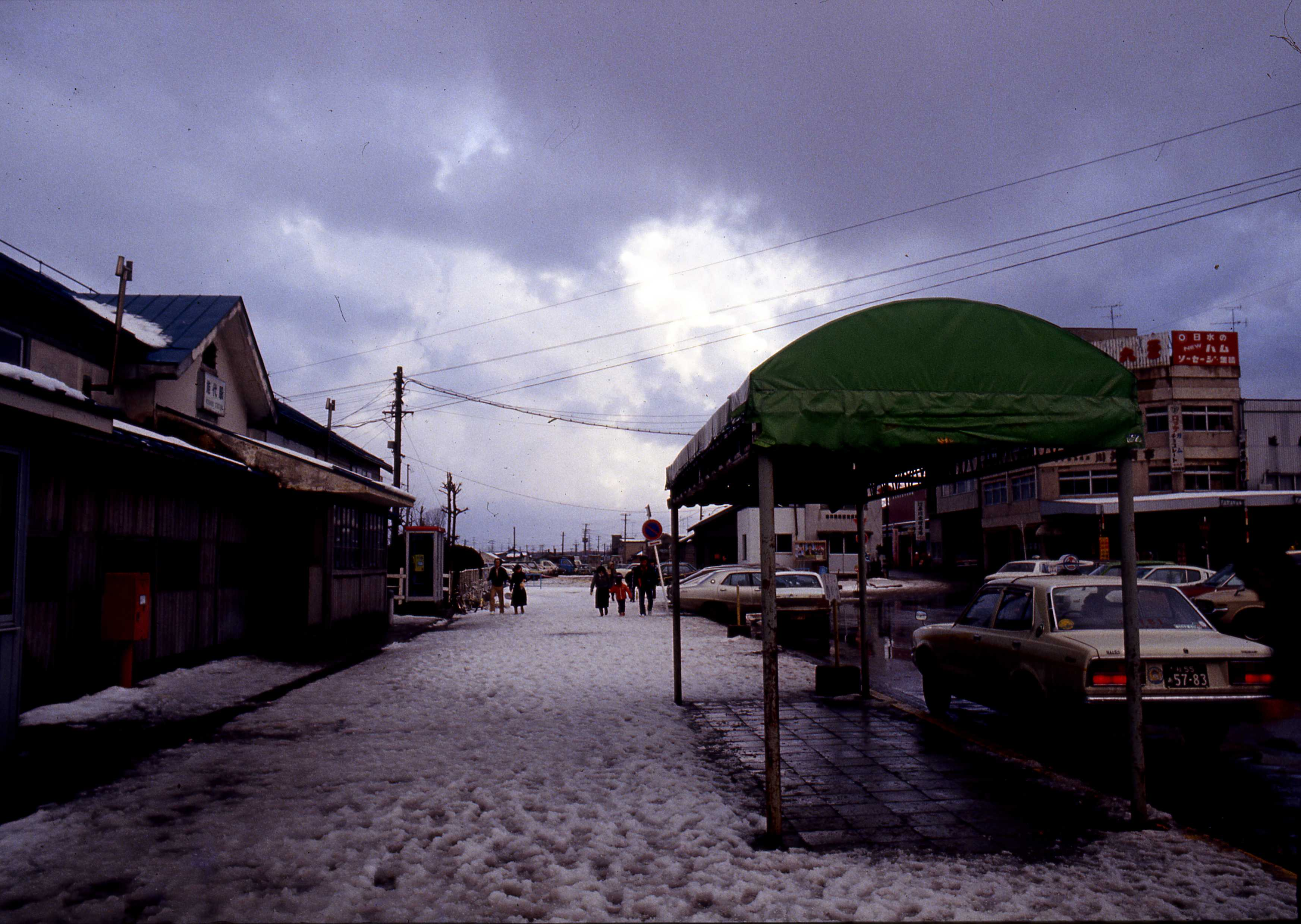
能代駅（1980年）

  - 7月1日：帝国鉄道庁（→国鉄）能代町駅（のしろまちえき、貨物取扱所）として山本郡能代港町に開業[1]。
  - 10月15日：旅客営業を開始[3]。
- 1909年（明治42年）11月1日：能代駅に改称[1][3]。
- 1966年（昭和41年）1月1日：小口混載貨物輸送補助基地に指定[新聞 1]。
- 1970年（昭和45年）12月1日：みどりの窓口の営業を開始[4][新聞 2]。
- 1978年（昭和53年）9月20日：貨物の取り扱いを廃止[3]。
- 1985年（昭和60年）3月14日：荷物の扱いを廃止[3]。
- 1987年（昭和62年）4月1日：国鉄分割民営化により、東日本旅客鉄道（JR東日本）の駅となる[3]。
- 1992年（平成4年）10月27日：「びゅうプラザ能代」オープン。
- 2004年（平成16年）4月1日：改札・窓口営業時間を短縮し、駅員の当直を廃止。
- 2006年（平成18年）3月18日：みどりの窓口の営業を終了[新聞 3]。その後、「もしもし券売機Kaeruくん」設置[新聞 4]。
- 2008年（平成20年）10月11日・12日：能代駅開業100周年記念式典を開催、吹奏楽演奏・模型展示・パネル展示・ミニSL運転・記念列車運行（11日）など[新聞 5]。
- 2012年（平成24年）2月24日：「もしもし券売機Kaeruくん」に代わり指定席券売機を設置[報道 1]。
- 2013年（平成25年）9月1日：同年10月開催の秋田デスティネーションキャンペーンに向けて、駅舎がリニューアルされる[報道 2][報道 3]。
- 2018年（平成30年）3月31日：「びゅうプラザ能代」閉店。これをもって、五能線の駅から「びゅうプラザ」営業駅がなくなった[注 1]。
- 2020年（令和2年）4月1日：業務委託化。能代駅長・助役が廃止され、管理駅業務は東能代駅へ移管。
- 2024年（令和6年）10月1日：えきねっとQチケのサービスを開始[2][報道 4]。

## 駅構造

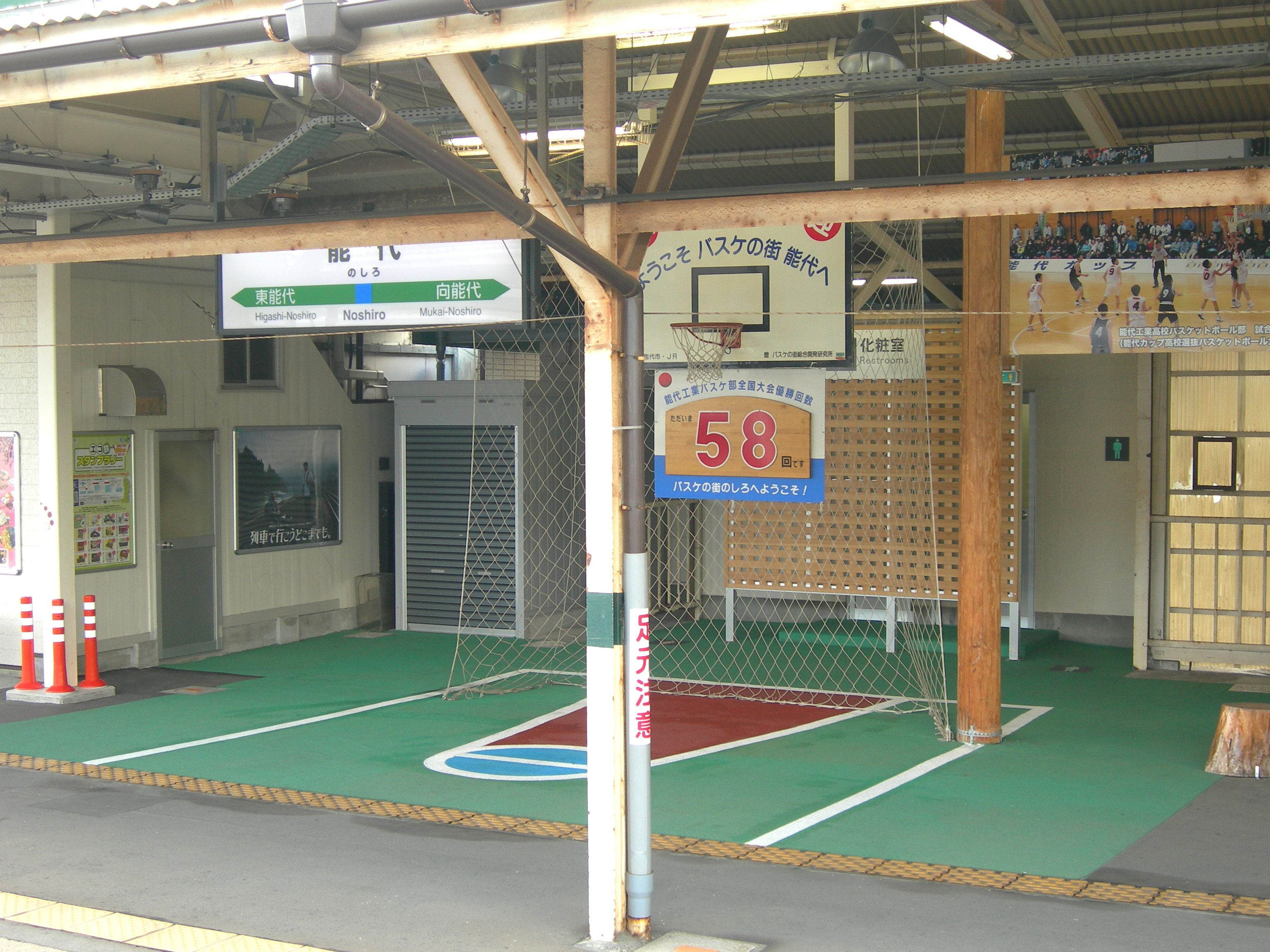
ホームのバスケットゴール

相対式ホーム2面2線を有する地上駅である。かつては2面3線で留置線もあったが、現在は旧3番線へのポイントは途切れている。互いのホームは跨線橋で連絡している。
東能代統括センター（東能代駅）が管理し、JR東日本東北総合サービスが受託する業務委託駅である。直営駅時代は長らく五能線の秋田県側の管理駅で、向能代駅 - 岩館駅間の各駅を管理していた。
鉄筋駅舎の中には自動券売機・指定席券売機・キヨスク・待合室がある。なお、みどりの窓口は設置されていない。駅舎は2013年（平成25年）10月に開催される秋田デスティネーションキャンペーンに向けて、「木都」の町 能代をコンセプトに、同年9月1日にリニューアルされた。
バスケットボールの町らしく、ホームにバスケットゴールがある。「リゾートしらかみ」（1号、3号のみ）の乗客は停車中にフリースローに挑戦でき、シュートが入ると記念品を貰える。

### のりば
| 番線 | 路線    | 方向 | 行先           | 備考            |
| ---- | ------- | ---- | -------------- | --------------- |
| 1    | ■五能線 | 下り | 岩館・深浦方面 |                 |
| 2    | ■五能線 | 上り | 東能代方面     | 当駅始発は1番線 |

- 23時台に設定の最終列車は旅客扱い終了後、当駅にて夜間滞泊を行わず東能代駅まで回送される。当駅始発の初列車も東能代駅から回送してくる。

## 利用状況
JR東日本によると、2023年度（令和5年度）の1日平均乗車人員は319人である。
2000年度（平成12年度）以降の推移は以下のとおりである。
| 1日平均乗車人員推移 | 1日平均乗車人員推移 | 1日平均乗車人員推移 | 1日平均乗車人員推移 | 1日平均乗車人員推移 |
| 年度                | 定期外              | 定期                | 合計                | 出典                |
| ------------------- | ------------------- | ------------------- | ------------------- | ------------------- |
| 2000年（平成12年）  |                     |                     | 1,275               | [ 利用客数 2 ]      |
| 2001年（平成13年）  |                     |                     | 1,230               | [ 利用客数 3 ]      |
| 2002年（平成14年）  |                     |                     | 1,100               | [ 利用客数 4 ]      |
| 2003年（平成15年）  |                     |                     | 983                 | [ 利用客数 5 ]      |
| 2004年（平成16年）  |                     |                     | 897                 | [ 利用客数 6 ]      |
| 2005年（平成17年）  |                     |                     | 869                 | [ 利用客数 7 ]      |
| 2006年（平成18年）  |                     |                     | 862                 | [ 利用客数 8 ]      |
| 2007年（平成19年）  |                     |                     | 845                 | [ 利用客数 9 ]      |
| 2008年（平成20年）  |                     |                     | 796                 | [ 利用客数 10 ]     |
| 2009年（平成21年）  |                     |                     | 730                 | [ 利用客数 11 ]     |
| 2010年（平成22年）  |                     |                     | 700                 | [ 利用客数 12 ]     |
| 2011年（平成23年）  |                     |                     | 664                 | [ 利用客数 13 ]     |
| 2012年（平成24年）  | 167                 | 433                 | 601                 | [ 利用客数 14 ]     |
| 2013年（平成25年）  | 159                 | 409                 | 569                 | [ 利用客数 15 ]     |
| 2014年（平成26年）  | 152                 | 358                 | 510                 | [ 利用客数 16 ]     |
| 2015年（平成27年）  | 136                 | 360                 | 497                 | [ 利用客数 17 ]     |
| 2016年（平成28年）  | 123                 | 326                 | 449                 | [ 利用客数 18 ]     |
| 2017年（平成29年）  | 118                 | 335                 | 453                 | [ 利用客数 19 ]     |
| 2018年（平成30年）  | 109                 | 321                 | 430                 | [ 利用客数 20 ]     |
| 2019年（令和元年）  | 97                  | 302                 | 399                 | [ 利用客数 21 ]     |
| 2020年（令和02年）  | 60                  | 281                 | 341                 | [ 利用客数 22 ]     |
| 2021年（令和03年）  | 57                  | 302                 | 359                 | [ 利用客数 23 ]     |
| 2022年（令和04年）  | 54                  | 267                 | 321                 | [ 利用客数 24 ]     |
| 2023年（令和05年）  | 57                  | 261                 | 319                 | [ 利用客数 1 ]      |

## 駅周辺
- 能代市役所
- 能代市文化会館
- 能代市立能代図書館
- 能代市営陸上競技場
- 能代警察署
- 能代山本広域市町村圏組合能代消防署
- 能代商工会館（能代商工会議所の本部事務所）
- 秋田県立能代松陽高等学校
- 秋田県立能代科学技術高等学校
- 能代市立渟城西小学校
- 能代市立渟城南小学校
- 能代市立能代第一中学校
- 能代市立能代第二中学校
- ホテルニューグリーン（Aカード加盟ホテル）
- タウンホテルミナミ（アパ パートナーホテルズ加盟ホテル）
- 駅前旅館
- 地域医療機能推進機構秋田病院
- 北都銀行能代支店能代駅前出張所
- 青森みちのく銀行能代支店・能代中央支店
- 羽後信用金庫能代支店・能代南支店
- 秋田県信用組合能代支店
- 能代郵便局
- 能代駅前郵便局
- セキト上町本店
- 能代ショッピングセンター（イオン能代店）
  - 北都銀行能代支店・山本支店・能代駅前支店・二ツ井支店・三種支店
- 秋北バス能代バスステーション

## バス路線
- 路線バス（秋北バス）能代駅前停留所

北に徒歩15分程度の場所に、能代バスステーション（能代BST）が開設されている。一部の路線は、能代駅前には停車せず、能代BSTから発車する便もある。
能代駅前停留所も、駅ロータリー内に停車する路線と手前の交差点近隣に停車する路線とがあり、また、能代駅前のバス乗り場としては、いわゆるバスターミナル形態にはなっていない。
- 高速バス
  - 秋北バス・秋田中央交通：能代 - 秋田線
  - さくら高速バス：能代 - 新宿・横浜・海老名（キラキラ号）

- 能代駅前⇔東能代地区連絡コミュニティバス「ではるん」

能代駅前停留所を起終点とする循環路線。秋北バスが運行していた能代市内線の廃止代替路線である。運行は秋北タクシーに委託している。

## 隣の駅
東日本旅客鉄道（JR東日本）
■五能線
- 臨時快速「リゾートしらかみ」停車駅

□快速
東能代駅 ← 能代駅 ← あきた白神駅
■普通
東能代駅 - 能代駅 - 向能代駅

### 記事本文